# Haas (roman)
Haas (Finse originele titel: Jäniksen vuosi) is een roman uit 1975 van de Finse auteur Arto Paasilinna.

## Plot
De antiheld van Haas is Kaarlo Vatanen, een ongelukkige journalist uit Helsinki geboren in 1942. Als op een dag de fotograaf, met wie Vatanen eropuit is voor een reportage, een haas aanrijdt, is Vatanen vastberaden zich over het gewonde dier te ontfermen. Als hij de volgende morgen in een hooischuur wakker wordt met de haas in zijn oksel maakt hij de balans op. Als hij aan zijn vrouw denkt draaide zijn maag om en over zijn werk roept hij uit 'Wat stelde dat nou helemaal voor'. Vatanen slijt enkele aangename dagen in een nabijgelegen dorp zodat de haas verzorging kan genieten en besluit dan zijn oude leven de rug toe te keren. Vatanen en de haas beginnen vervolgens aan een lange reis doorheen Finland en plezierige momenten wisselen zich af met hachelijke situaties.

## Thema's

### Finland
Hoewel Vatanen en de haas vele plaatsen aandoen tijdens hun reis zijn de beschrijvingen van locaties niet gedetailleerd. De lezer maakt wel kennis met typisch Finse gebruiken zoals het nuttigen van alcohol en de sauna of de eigenschap Sisu die kan worden omschreven als extreme koppigheid.

### Subversiviteit
Het gedrag en de handelingen van Vatanen zijn vaak gezag ondermijnend en wijken af van het normale of het burgerlijke zo men wil. Uiteindelijk wordt Vatanen verschillende strafbare feiten aangewreven die voor discussie vatbaar zijn maar wel leiden tot zijn opsluiting.

## Genre
Haas is een onzuiver voorbeeld van een schelmenroman. De schelmenroman of picareske roman is een literair genre dat in Spanje ontstond in de 16e eeuw. Dit type roman is episodisch en de protagonist is een antiheld die van de ene conflictsituatie in de andere terechtkomt. Candide van Voltaire is een vaak genoemde roman die stilistisch aan het genre verwant is. Haas is eveneens een satire omdat er op humoristische wijze maatschappijkritiek wordt gegeven. Dat blijkt bijvoorbeeld uit de allerlaatste zin van het nawoord van de verteller.

## Verfilming
In 1977 werd Haas verfilmd door de Finse regisseur Risto Jarva. De regisseur stierf in hetzelfde jaar bij een auto-ongeluk op de terugweg van een privé-vertoning van de film. In 2006 werd Haas andermaal verfilmd ditmaal door de Franse regisseur Marc Rivière met als titel Le Lièvre de Vatanen.